# گوگردی‌های لاتین
گوگردی‌های لاتین (نام علمی: Aphrissa) نام یک سرده از تیره کاهی‌بالان است.